# Paul-Eerik Rummo
Paul-Eerik Rummo (ur. 19 stycznia 1942 w Tallinnie) – estoński poeta i polityk, minister w kilku rządach, parlamentarzysta.

## Życiorys
W 1965 ukończył studia w zakresie filologii estońskiej na Uniwersytecie w Tartu. Pracował w estońskich teatrach jako specjalista ds. literatury, w latach 1987–1989 był sekretarzem zarządu Związku Pisarzy Estońskiej SRR. Na początku lat 90. pełnił funkcję konsultanta do spraw kulturalnych.
W 1990 założył i stanął na czele Liberalno-Demokratycznej Partii Estonii, w 1994 przyłączył się z tym ugrupowaniem do nowo powstałej Estońskiej Partii Reform. W okresie 1992–2003 zasiadał w Zgromadzeniu Państwowym. Był również radnym miejskim Tallinna.
W pierwszym rządzie Marta Laara (1992–1994) sprawował urząd ministra kultury. W gabinetach Juhana Partsa i Andrusa Ansipa (2003–2007) był ministrem ds. narodowościowych. Po wyborach w 2007 powrócił do sprawowania mandatu deputowanego do Riigikogu, który wykonywał przez dwie kadencje.
Opublikował około dziesięciu tomików poezji, w tym Ankruhiivaja (1962), Tule ikka mu rõõmude juurde (1964), Lumevalgus ... lumepimedus (1966), Saatja aadress ja teised luuletused (1989), Kogutud luule (2005). Jest autorem scenariuszy filmowych i słuchowisk radiowych, recenzji literackich, a także tłumaczeń. W przekładzie na język polski ukazał się wybór jego wierszy w tomiku Półgłosem, przetłumaczonym przez Aarne Puu i wydanym w Krakowie w 1983 w serii „Humanum Est”.

## Odznaczenia
- Order Herbu Państwowego IV klasy (2001)[1]